# والری لتورنو
والری لتورنو (انگلیسی: Valérie Létourneau؛ زادهٔ ۲۹ آوریل ۱۹۸۳) ورزشکار هنرهای رزمی ترکیبی اهل کانادا است.